# Pellin-Broca-Prisma
Ein Pellin-Broca-Prisma ist ein spezielles Dispersionsprisma (Prisma, das unterschiedliche Wellenlängen separiert). Es wird verwendet um aus Laserlichtquellen, die ein Linienspektrum mit mehreren Linien aussenden, eine Linie zu selektieren. Dabei wird der Lichtstrahl von einem Pellin-Broca-Prisma um 90° abgelenkt.

## Aufbau und Funktionsweise

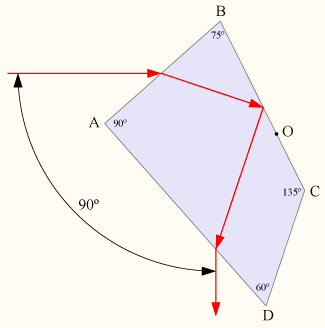
Schematischer Strahlengang in einem Pellin-Broca-Prisma.

Ein Pellin-Broca-Prisma besteht aus einem Glaskörper spezieller Geometrie. Man kann den Glaskörper als Zusammensetzung aus drei Einzelprismen vorstellen: zwei 30°-60°-90°-Prismen (Die Winkelangaben entsprechen den Innenwinkeln des Prismas) und einem 45°-45°-90°-Prisma.
Ein kollimierter Lichtstrahl nimmt dabei folgenden Weg im Prisma. Wie in der nebenstehenden Abbildung dargestellt, fällt Licht auf die Seite AB des Prismas. Bei Glas als Prismenmaterial wird gemäß den Fresnel-Gleichungen nur ein geringer Anteil (ca. 4 %) an der Grenzfläche reflektiert und der Rest (ca. 96 %) wird gemäß dem Brechungsgesetz unter minimaler Ablenkung gebrochen. Innerhalb des Prismas verläuft der Lichtstrahl zunächst parallel zur Prismenbasis AC und trifft mit einem Einfallswinkel von 45° auf die Seite BC. Dabei wird das Licht auf Grund des gewählten Prismenmaterials totalreflektiert und um 90° gedreht. Der Strahl verläuft nun weiter in Richtung der Seite DC, wo er wieder unter Beachtung der minimalen Ablenkung aus dem Prisma austritt.
Die Auswahl der Wellenlänge erfolgt, wie angedeutet, über das „Minimum der Ablenkung“ (englisch minimum of deviation). Darunter versteht man den Fall, bei dem ein Lichtstrahl so durch ein Prisma geht, dass an den beiden brechenden Flächen gleiche Winkel auftreten. Bei einem normalen (gleichschenkligen) Prisma verlaufen daher der einfallende und der aus dem Prisma austretende Strahl um den Schnittwinkel der beiden brechenden Flächen gedreht, dieser Schnittwinkel beträgt beim Pellin-Broca-Prisma 90°. Der Effekt des Minimums der Ablenkung ist jedoch abhängig vom Einfallswinkel und vom Brechungsindex des Prismas. Auf Grund der Dispersion (Brechungsindexänderung eines Materials in Abhängigkeit von der Wellenlänge) wird also nur eine spezielle Wellenlänge minimal, also exakt um 90°, abgelenkt. Mit Hilfe einer Schlitzblende kann man den um 90° abgelenkten Strahl herausfiltern. Dreht man nun das Prisma senkrecht zur Bildebene, so ergibt sich durch den geänderten Einfallswinkel und der Dispersion des Prismamaterials für eine andere Wellenlänge die minimale Ablenkung. So lässt sich durch eine einfache Drehung des Prismas ohne weitere Änderungen an der Optik die gewünschte Wellenlänge auswählen.
Eine weitere Besonderheit besteht darin, dass ein Lichtstrahl, der im Brewster-Winkel auf das Prisma fällt, dieses auch wieder im Brewster-Winkel verlässt. Beim Durchgang durch das Pellin-Broca-Prisma wird das Licht daher parallel zur Einfallsebene polarisiert, wobei fast keine Reflexionsverluste (bezogen auf den parallel polarisierten Anteil) auftreten. In diesem Fall ist das Pellin-Broca-Prisma gleichzeitig ein Brewster-Prisma.